# Carlo Starnazzi
Carlo Starnazzi (Arezzo, 8 ottobre 1949 – Rassina, 25 giugno 2007) è stato uno storico dell'arte italiano.
Laureato in lettere antiche è stato per decenni, stimato e amato docente nei Licei, nonché membro dell'Istituto italiano di Preistoria e Protostoria, ha anche svolto attività di ricerca presso l'Istituto di Ecologia del Quaternario dell'Università degli Studi di Firenze. 

## Carriera
Autore di tre saggi sulla geomorfologia e la preistoria della Toscana, tra cui “Fossili e preistoria nelle valli Aretine", "Arezzo e Valdichiana. Uomo e ambiente nel Paleolitico inferiore e medio", "Capolona, genesi di un territorio" (presentazione di Antonio Radmilli), dal 1992 ha indirizzato i suoi studi interdisciplinari sulla componente naturalistica nei dipinti e nei disegni di Leonardo da Vinci divenendo famoso a livello mondiale per la scoperta del paesaggio aretino che sta dietro la Gioconda, avvalorata da accurati studi e indizi che hanno trovato conferma presso i maggiori studiosi del genio vinciano, tra i quali dal massimo esperto leonardista, Professor Carlo Pedretti, direttore dell’Hammer Center di Los Angeles. Dopo tale fondamentale scoperta tutti i suoi studi sono affluiti sull'approfondimento della figura di Leonardo da Vinci, illustrate nelle varie mostre: da quella al Museo della Scienza di Chicago a quelle di Auckland, di Seul e di Pechino. 

Nel 1996 gli viene conferita, come riconoscimento per l’opera di ricercatore e studioso, la nomina a Membro Collaboratore dell’Istituto Italiano di Storia e Protostoria di Firenze. Lo stesso anno, riceve la medaglia d'oro dal Presidente della Repubblica come benemerito della cultura e dell'arte. 

Nel dicembre 1999 si celebra ad Arezzo il primo Simposio Internazionale su “I Paesaggi di Leonardo”, organizzato dal Rotary Club. Riconoscimenti agli studi di Starnazzi arrivano da parte di tutto il mondo Accademico nazionale ed internazionale, dal Soprintendente ai Beni Artistici e Storici di Firenze, Professor Antonio Paolucci, da Alessandro Vezzosi, Direttore del Museo Ideale di Vinci, da Martin Kemp, del Dipartimento di Storia dell’Arte dell’Università di Oxford, al Direttore della National Gallery di New York.

Dal 29 giugno al 1º luglio 2000 si tiene ad Anghiari un Convegno Internazionale dal titolo “Una Battaglia nel mito” curata da Starnazzi e Pedretti, in quella circostanza venne inaugurato il Centro di Documentazione sulla Battaglia di Anghiari in occasione del suo cinquecentesimo anniversario.

Nel 2001, da luglio ad ottobre, viene esposto per la prima volta in Italia al Palagio Fiorentino di Stia “L’Angelo Incarnato” di Leonardo di cui Starnazzi è ideatore, direttore e curatore del catalogo “L’Angelo Incarnato tra archeologia e leggenda”. (ediz. Grantour)

Nel 2003 viene convocato a Londra dal Professor Martin Kemp, Direttore dell’Istituto di Storia dell’Arte dell’Università di Oxford, per partecipare come membro permanente della Commissione Mondiale degli studi su Leonardo.

Nel 2005 è stato coinvolto nel programma Mostra d'Arte dalla Direzione Generale del Consiglio d'Europa.

### Morte
Muore nella sua casa a Rassina il 25 giugno 2007.

## Opere
Ha pubblicato alcuni libri su Leonardo permettendo così di mettere in evidenza e far emergere dettagli fondamentali fino ad allora inesplorati per ricostruire le vicende, il pensiero e le opere dell'immenso artista cinquecentesco:
- La Gioconda nella Valle dell'Arno
- Leonardo, Acque e terre
- Leonardo cartografo
- Leonardo, Codici e macchine
- Leonardo e la terra di Arezzo
- Leonardo dalle Chiane alla Loira
- La Madonna dei Fusi e il paesaggio del Valdarno Superiore
- Leonardo e dintorni, Verrocchio e l'atelier del rinascimento
- L'Angelo Incarnato tra archeologia e leggenda
- Leonardo e il Foglio del Teatro

 è stato tradotto in Inglese, Francese, Tedesco, Giapponese e Russo.

## Il museo
Nel 2011 è stato inaugurato il museo "Leonardo e l'aretino negli studi di Carlo Starnazzi" con sede a Ponte Buriano. Il museo illustra, attraverso una rassegna completa, i contributi offerti dallo studioso Carlo Starnazzi sul rapporto che Leonardo artista, scienziato, cartografo, ingegnere e architetto ebbe con la terra di Arezzo e le sue vallate. 